# Melaloncha curvata
Melaloncha curvata är en tvåvingeart som beskrevs av Brown 2005. Melaloncha curvata ingår i släktet Melaloncha och familjen puckelflugor. Inga underarter finns listade i Catalogue of Life.